# Grote Scheldeprijs 1970
Il Grote Scheldeprijs 1970, cinquantaseiesima edizione della corsa, si svolse il 28 luglio per un percorso di 228 km, con partenza ed arrivo a Schoten. Fu vinto dal belga Roger De Vlaeminck della squadra Flandria-Mars davanti ai connazionali Raf Hooyberghs e Alfons Scheys.

## Ordine d'arrivo (Top 10)
| Pos. | Corridore            | Squadra             | Tempo    |
| ---- | -------------------- | ------------------- | -------- |
| 1    | Roger De Vlaeminck   | Flandria-Mars       | 5h30'00" |
| 2    | Raf Hooyberghs       | Geens-Watney        | a 10"    |
| 3    | Alfons Scheys        | Hertekamp-Magniflex | s.t.     |
| 4    | Daniel Van Ryckeghem | Mann-Grundig        | a 3'30"  |
| 5    | Frans Kerremans      | Hertekamp-Magniflex | s.t.     |
| 6    | Marc Sohet           | Bic                 | s.t.     |
| 7    | Gilbert Wuytack      | Willem II-Gazelle   | a 4'30"  |
| 8    | Georges Pintens      | Mann-Grundig        | s.t.     |
| 9    | Ronald De Witte      | Mann-Grundig        | s.t.     |
| 10   | Jacky Coene          | Geens-Watney        | a 4'40"  |